# Romy Beer
Romy Beer (ur. 14 stycznia 1981 w Dohna) – niemiecka biathlonistka, reprezentantka kraju w zawodach pucharu świata oraz na mistrzostwach świata juniorów. Dwukrotnie zwyciężała w zawodach Pucharu IBU.

## Osiągnięcia

### Puchar Świata
| Sezon     | Miejsce |
| --------- | ------- |
| 2002/2003 | 55      |
| 2003/2004 | 73      |

### Mistrzostwa świata juniorów
| 2000 Hochfilzen (Austria)    | 9. miejsce (IN)                                                     |
| 2001 Chanty-Mansyjsk (Rosja) | 22. miejsce (IN), 1. miejsce (SP), 2. miejsce (PU), 3. miejsce (RL) |

### Mistrzostwa Europy
| 2003 Forni Avoltri (Włochy)    | 21. miejsce (IN), 19. miejsce (SP), 14. miejsce (PU), 5. miejsce (RL) |
| 2004 Mińsk (Białoruś)          | 4. miejsce (IN), 14. miejsce (SP), 11. miejsce (PU), 3. miejsce (RL)  |
| 2006 Langdorf-Arberse (Niemcy) | 7. miejsce (IN), 17. miejsce (SP), 33. miejsce (PU)                   |